# Isochilus linearis
Isochilus linearis är en orkidéart som först beskrevs av Nikolaus Joseph von Jacquin, och fick sitt nu gällande namn av Robert Brown. Isochilus linearis ingår i släktet Isochilus och familjen orkidéer. Inga underarter finns listade i Catalogue of Life.

## Bildgalleri

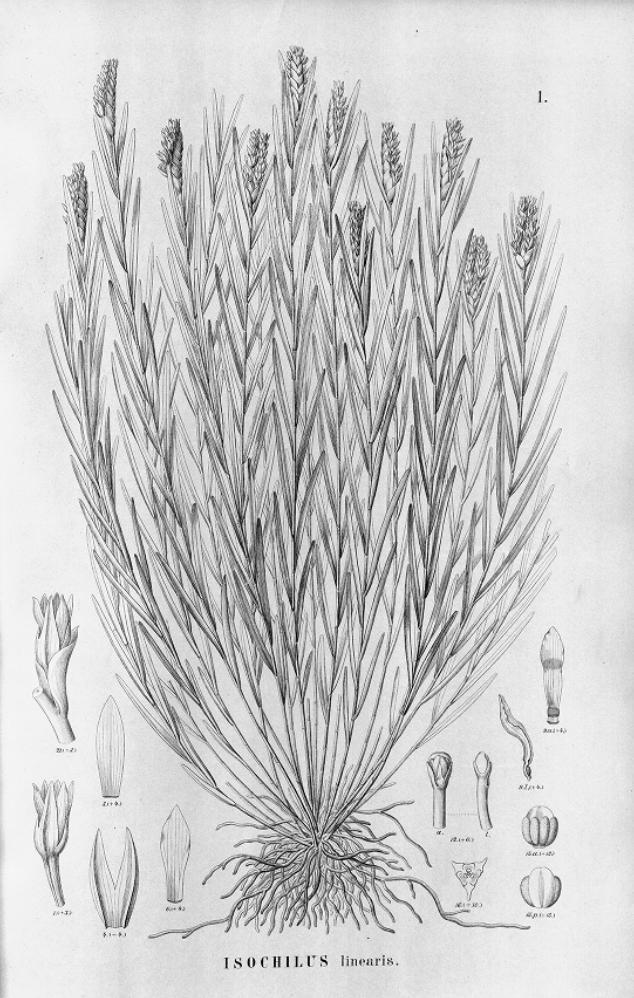